# Lophocebus
Lophocebus hay khỉ xồm chỏm lông là một chi động vật có vú trong họ Cercopithecidae, bộ Linh trưởng. Chi này được Palmer miêu tả năm 1903. Loài điển hình của chi này là Presbytis albigena Gray, 1850.

## Hình ảnh

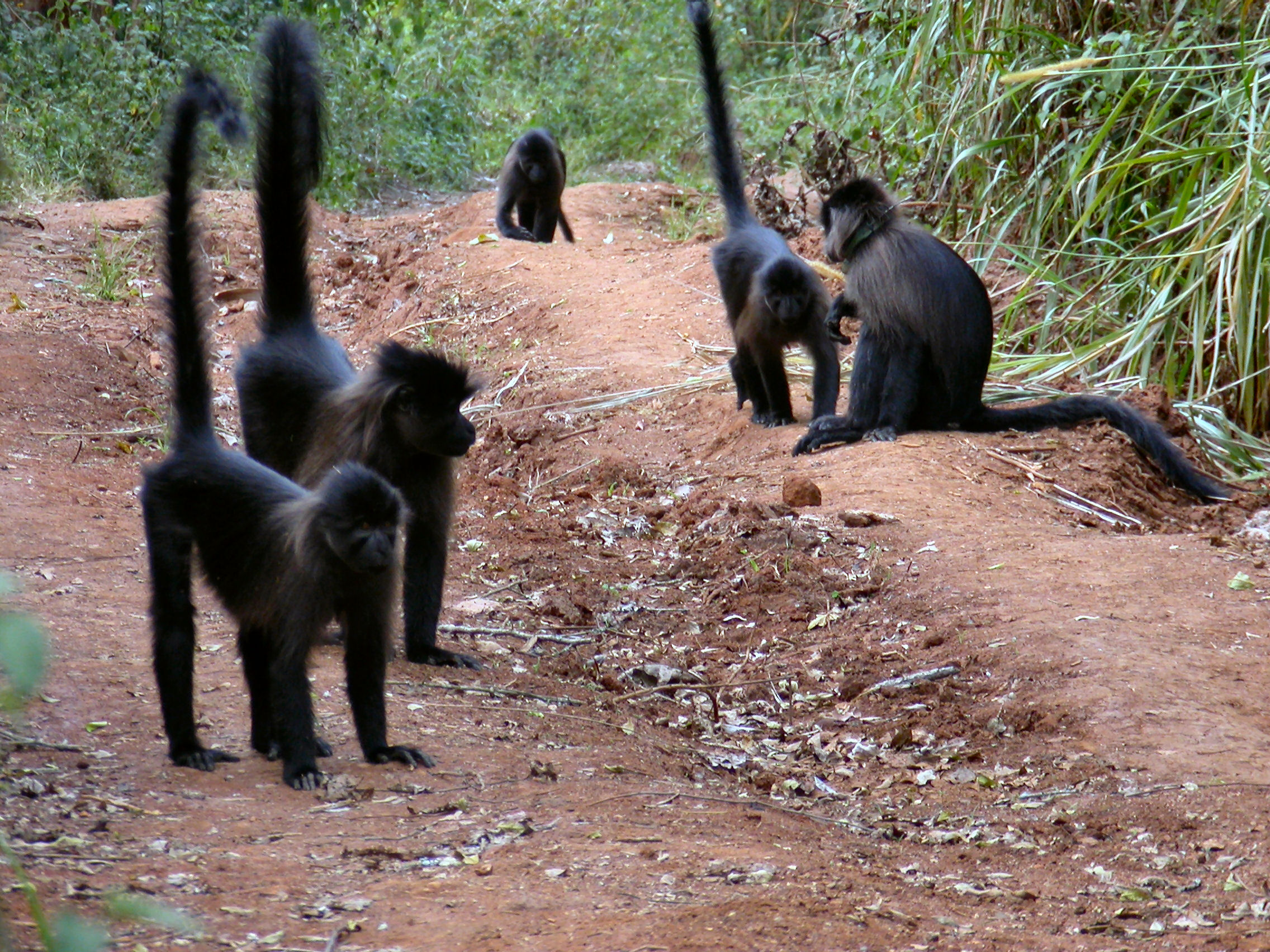

## Các loài
Chi này gồm các loài:
- Lophocebus albigena
- Lophocebus aterrimus
- Lophocebus johnstoni
- Lophocebus opdenboschi
- Lophocebus osmani
- Lophocebus ugandae